# ロバート・ダガー
ロバート・リー・ダガー（Robert Lee Dugger, 1995年7月3日 - ）は、アメリカ合衆国アリゾナ州ツーソン出身のプロ野球選手（投手）。右投右打。MLBのテキサス・レンジャーズ傘下所属。

## 来歴

### プロ入りとマリナーズ傘下時代
2016年のMLBドラフトでシアトル・マリナーズから18巡目（全体537位）で指名され入団。
2017年は、A級クリントン・ランバーキングスとA級モデスト・ナッツで合計31試合（うち先発18試合）に登板し、6勝6敗2セーブ、防御率2.75という成績を残した。

### マーリンズ時代
2017年12月7日、ディー・ゴードンとのトレードで、ニック・ナイダート、クリストファー・トーレスと共にマイアミ・マーリンズに移籍した 。
2018年は、A+級ジュピター・ハンマーヘッズとAA級ジャクソンビル・ジャンボシュリンプで合計25試合（全て先発）に登板し、10勝7敗、防御率3.40という成績を残した。
2019年8月5日にメジャー契約を結び、同日のニューヨーク・メッツ戦で先発しメジャーデビューを果たした（5回6失点で敗戦投手）。この年はメジャーでは7試合に登板して0勝4敗、防御率5.77に終わり、初勝利を挙げることはできなかった。
2020年は4試合に登板して、0勝2敗、防御率12.66という成績だった。

### マリナーズ復帰
2020年12月7日にウェイバー公示を経てシアトル・マリナーズに移籍した。
2021年2月19日にケン・ジャイルズの加入によりDFAとなり、22日にマイナー契約を結び直してAAA級タコマ・レイニアーズに送られた。4月15日にメジャー契約を結んで昇格し12試合に登板したが、8月22日にこの年2回目のDFAとなった。24日にマイナー契約を結び直してAAA級タコマ・レイニアーズに送られた。

### レイズ時代
2022年3月24日にタンパベイ・レイズとマイナー契約を交わしたことが発表された。5月1日にメジャーに昇格し即日登板。リリーフで5.1回を投げ3失点に抑えたが、翌日の5月2日にDFAとなった。

### レッズ時代
2022年5月4日にウェイバー公示を経てシンシナティ・レッズに移籍した。同年10月4日にDFAとなり、6日にFAとなった。

### レンジャーズ傘下時代
2023年3月29日にテキサス・レンジャーズとマイナー契約を結び、同日中に傘下AAA級ラウンドロック・エクスプレスに配属された。この年は26試合に先発登板して7勝10敗、防御率4.31という成績を残したが、デビュー以来初めてメジャーに昇格することが出来ず、オフの11月6日にFAとなった。

### SSG時代
2023年11月28日、韓国プロ野球（KBOリーグ）のSSGランダースと契約した。
2024年は開幕から6試合に先発登板したが、4月6日のNCダイノス戦で3回を投げてKBOリーグ歴代最多となる14失点を喫するなど全く通用せず、4月24日のロッテ・ジャイアンツ戦で2.2回を投げ9被安打7失点を喫したのを最後に、未勝利のまま、4月27日にウェーバー公示され、5月4日に自由契約となった。

### アスレチックス傘下時代
2024年5月17日にオークランド・アスレチックスとマイナー契約を結び、23日にAAA級ラスベガス・アビエイターズに配属された。この年もメジャーに昇格することは叶わなかった。

### レンジャーズ傘下復帰
2025年4月17日にメキシカンリーグのオアハカ・ウォーリアーズと契約を結んでいたが、5月6日にレンジャーズとマイナー契約を結んだ。

## 詳細情報

### 年度別投手成績
| 年 度    | 球 団    | 登 板 | 先 発 | 完 投 | 完 封 | 無 四 球 | 勝 利 | 敗 戦 | セ 丨 ブ | ホ 丨 ル ド | 勝 率 | 打 者 | 投 球 回 | 被 安 打 | 被 本 塁 打 | 与 四 球 | 敬 遠 | 与 死 球 | 奪 三 振 | 暴 投 | ボ 丨 ク | 失 点 | 自 責 点 | 防 御 率 | W H I P |
| -------- | -------- | ----- | ----- | ----- | ----- | -------- | ----- | ----- | -------- | ----------- | ----- | ----- | -------- | -------- | ----------- | -------- | ----- | -------- | -------- | ----- | -------- | ----- | -------- | -------- | ------- |
| 2019     | MIA      | 7     | 7     | 0     | 0     | 0        | 0     | 4     | 0        | 0           | .000  | 156   | 34.1     | 33       | 6           | 17       | 1     | 5        | 25       | 2     | 0        | 26    | 22       | 5.77     | 1.46    |
| 2020     | MIA      | 4     | 1     | 0     | 0     | 0        | 0     | 0     | 0        | 0           | ----  | 56    | 10.2     | 21       | 5           | 3        | 0     | 0        | 4        | 1     | 0        | 16    | 15       | 12.66    | 2.25    |
| 2021     | SEA      | 12    | 4     | 0     | 0     | 0        | 0     | 2     | 0        | 0           | .000  | 121   | 25.2     | 34       | 4           | 12       | 0     | 1        | 19       | 1     | 0        | 24    | 21       | 7.36     | 1.79    |
| 2022     | TB       | 1     | 0     | 0     | 0     | 0        | 0     | 0     | 0        | 0           | ----  | 24    | 5.1      | 8        | 0           | 0        | 0     | 0        | 7        | 1     | 0        | 3     | 3        | 5.06     | 1.50    |
| 2022     | CIN      | 3     | 1     | 0     | 0     | 0        | 0     | 1     | 0        | 0           | .000  | 48    | 10.2     | 11       | 3           | 7        | 0     | 0        | 12       | 1     | 0        | 8     | 8        | 6.75     | 1.69    |
| '22計    | CIN      | 4     | 1     | 0     | 0     | 0        | 0     | 1     | 0        | 0           | .000  | 72    | 16.0     | 19       | 3           | 7        | 0     | 0        | 19       | 2     | 0        | 11    | 11       | 6.19     | 1.63    |
| 2024     | SSG      | 6     | 6     | 0     | 0     | 0        | 0     | 3     | 0        | 0           | .000  | 116   | 22.2     | 37       | 2           | 10       | 0     | 3        | 18       | 0     | 0        | 33    | 32       | 12.71    | 2.07    |
| MLB：4年 | MLB：4年 | 27    | 13    | 0     | 0     | 0        | 0     | 7     | 0        | 0           | .000  | 405   | 86.2     | 107      | 18          | 39       | 1     | 6        | 67       | 6     | 0        | 77    | 69       | 7.17     | 1.68    |
| KBO：1年 | KBO：1年 | 6     | 6     | 0     | 0     | 0        | 0     | 3     | 0        | 0           | .000  | 116   | 22.2     | 37       | 2           | 10       | 0     | 3        | 18       | 0     | 0        | 33    | 32       | 12.71    | 2.07    |

- 2024年度シーズン終了時

### 背番号
- 64 （2019年 - 2020年）
- 30（2021年）
- 64（2022年）
- 76（2022年）
- 33（2024年）